# Љетњичје
Љетњичје (слч. Letničie) насељено је мјесто са административним статусом сеоске општине (слч. obec) у округу Скалица, у Трнавском крају, Словачка Република.

## Становништво
| Година:    | 1994. | 2004.   | 2014.   | 2024.   |
| ---------- | ----- | ------- | ------- | ------- |
| Број људи: | 538   | 527     | 504     | 490     |
| Разлика:   |       | -2,04 % | -4,36 % | -2,77 % |

| Година:    | 2023. | 2024.   |
| ---------- | ----- | ------- |
| Број људи: | 504   | 490     |
| Разлика:   |       | -2,77 % |

Према подацима о броју становника из 2024. године насеље је имало 490 становника.